# Малык (озеро)
Малы́к — озеро ледникового происхождения в центральной части Сусуманского муниципального округа Магаданской области. Площадь зеркала — 23,4 км². Высота над уровнем моря — 1039 м. Экспедиция, проведённая группой учёных летом 2020 года определила максимальную глубину озера — 65 м.

## География
Расположено в межгорной депрессии между горами Оханджа и Черге — южными отрогами хребта Черского. Город Сусуман находится в 83 км к югу.
Имеет форму буквы «У», протяжённость составляет 11 километров с севера на юг при максимальной ширине около 3 километров. Береговая линия по большей части ровная или слабо изогнутая. Имеются небольшие острова в центральной и восточной части
Реки Охандя и Обдра впадают в озеро на севере и северо-востоке соответственно. На юге вытекает река Малык-Сиен.
Код озера в Государственном водном реестре РФ — 19010100111119000000062.

## Флора и фауна
В озере обитают арктические гольцы и хариусы.  В ходе экспедиции 2020 года в окрестностях озера Малык найдены 3 редких краснокнижных вида растений: шильник водяной, родиола четырёхнадрезанная и беквития Шамиссо.

## Археология
На берегу озера найдена стоянка древних людей возрастом около 7000 лет.